# Il ritorno di Casanova (film, 1978)
Pour les articles homonymes, voir Il ritorno di Casanova.
Pour plus de détails, voir Fiche technique et Distribution.
Il ritorno di Casanova est une comédie italienne réalisée par Pasquale Festa Campanile et sortie en 1978.
Inspiré de la nouvelle Casanovas Heimfahrt d'Arthur Schnitzler, le film raconte l'histoire de Giacomo Casanova.

## Synopsis
Le célèbre érudit, écrivain et scélérat Giovanni Giacomo Casanova de Salingalt (1725-1798), connu sous le nom de « Casanova », est surtout connu pour les exploits romantiques qu'il revendique dans ses mémoires. Dans ce film, il espère savoir si les autorités lui permettront de passer ses dernières années à Venise, sa ville natale. Pendant qu'il attend, il est approché par une maîtresse d'âge moyen sans le sou par l'intermédiaire d'une connaissance qui l'invite à rester dans son domaine. Ajoutant à l'espièglerie de l'invitation, la femme de son hôte était l'une de ses nombreuses conquêtes des années précédentes.

## Fiche technique
- Titre original italien : Il ritorno di Casanova[1]
- Réalisateur : Pasquale Festa Campanile
- Scénario : Piero Chiara d'après la nouvelle Casanovas Heimfahrt d'Arthur Schnitzler
- Photographie : Giuseppe Ruzzolini
- Montage : Gianmaria Messeri
- Musique : Riz Ortolani
- Production : Monica Venturini
- Société de production : Filmes, RAI Radiotelevisione Italiana
- Pays de production :  Italie
- Langue originale : italien
- Format : couleurs - Son mono - 35 mm
- Durée : 124 minutes
- Genre : comédie
- Dates de sortie :
  - Espagne : 14 septembre 1978 (Festival international du film de Saint-Sébastien)
  - Italie : 6 janvier 1980

## Distribution
- Giulio Bosetti :
- Mirella D'Angelo : Giustina
- Piero Vida :
- Maria Grazia Spina :
- Francesca Marciano :
- Carlo Simoni :
- Enzo Robutti :
- Bianca Toccafondi :
- Ettore Carloni :
- Pietro Tordi :
- Pino Caruso :  Le Duc Attanasi
- Gabriella Di Luzio : Prostituée